# Mala Reina
Mala Reina es una banda argentina de nü metal y metal alternativo, formada en San Andrés de Giles, provincia de Buenos Aires, en 2007.
Se caracterizan por una búsqueda constante de un sonido propio que los lleva a romper estilos, etiquetas o géneros, sin renegar de sus influencias. Estas se remontan al punk, thrash metal, grunge, nü metal, metal industrial y gran parte del rock pesado que surge durante los años noventa. Su cantante y guitarrista logran reconocimiento al sumarse al nuevo proyecto solista de Gustavo Rowek a fines de 2011.
En 2010 lanzan su disco debut, R.I.P., y en el 2013, su segundo disco, Fobia.

## Historia
La banda Mala Reina realizó su debut en diciembre de 2007 en la localidad de San Andrés de Giles (Gran Buenos Aires), ciudad de la cual es oriunda. Durante el 2008 conocen a Gustavo Rowek (ex V8 y Rata Blanca) y Sergio Berdichevsky (ex Rata Blanca), luego de realizar diversas presentaciones junto con Nativo. Por tal motivo en marzo de 2009 ingresan a los estudios La Carpa bajo la dirección musical de ambos, para grabar R.I.P., su primer trabajo discográfico. En medio de la grabación, cierran el año en The End invitados por IAN.
En agosto de 2010 sale finalmente su disco debut, R.I.P., presentándolo en Capital Federal, varios puntos de la provincia de Buenos Aires y el interior del país.
A fines de 2011, Nicolás Vicente y Guillermo Piazzo, cantante y guitarrista, respectivamente, son convocados por Gustavo Rowek para formar parte de su proyecto solista.
El 6 de septiembre de 2012 logran telonear a una de las grandes bandas del género como Coal Chamber en El Teatro de Flores.
En 2013 comienza la grabación de su segundo disco, Fobia, grabado en parte en La Carpa y en Cazadores de Sonidos, localizado en Caballito, Capital Federal. El ingeniero de sonido del disco fue Pablo Brizuela, que estuvo a cargo de la mezcla y masterización, ayudando mucho a la banda en la búsqueda del sonido del disco.
En 2014 ve la luz su primer videoclip del tema "Mi otro yo", dirigido por PenumbrArt y filmado en un geriátrico abandonado de su ciudad natal.
Durante la presentación de Fobia, compartieron escenario con bandas de la talla de Carajo, Horcas, O'Connor, Cabezones, Attaque 77, Bulldog, entre otras, en lugares como la Trastienda Club, El Teatro de Flores, el Auditorio Oeste (Haedo), y el Teatro Ópera de La Plata.
En 2017 la banda lanza su tercer álbum de estudio, El circo de las utopías.

## Discografía
- R.I.P. - (2010)
- Fobia - (2013)
- El circo de las utopías - (2017)